# Paratela
Paratela is een geslacht van rechtvleugeligen uit de familie veldsprinkhanen (Acrididae). De wetenschappelijke naam van dit geslacht is voor het eerst geldig gepubliceerd in 1978 door Descamps & Rowell.

## Soorten
Het geslacht Paratela  is monotypisch en omvat slechts de volgende soort:
- Paratela ovatipennis (Rehn, 1905)